# Maria
Maria (Muria; pl. Marias, Murias), manja grupa dravidskih plemena, ogranak naroda Gond, naseljeni u šumama i brdima središnje Indije, osobito duž rijeke Indrawati što protjeće kroz distrikt Bastar u Madhya Pradeshu te u Maharashtri. Podijeljeni su na dvije grupe: Maria i BisonHorn Marias, ali među njima ima veoma malo međusobnog kontakta, osim za vrijeme godišnjih festivala. Najpoznatiji su po tradicionalnoj instituciji gotul i prepoznatljivi po porn-porn turbanima. Govore više jezika i dijalekata: abujmaria, bhamani maria (bhamani), adewada, etapally maria (Marias) i geedam, sukma ili suka (BisonHorn Marias). Bave se agrikulturom.

## Vanjske poveznice
- Introduction: The Ethnographic Scene: Gonds